# Mompeo
Mompeo – miejscowość i gmina we Włoszech, w regionie Lacjum, w prowincji Rieti.
Według danych na rok 2004 gminę zamieszkiwały 563 osoby, 56,3 os./km².